# Музичний жанр
Музичний жанр — це категорія в системі класифікації, що об'єднує музичні композиції за різними критеріями спорідненості. Наприклад, за їх призначенням, їх інструментуванням, соціальним контекстом, у якому він створений, або змістом його тексту. Таке багатозначне поняття характеризує класифікацію музичної творчості за родами і видами, виходячи з їх походження, умов виконання, сприймання та інших ознак (зміст, структура, засоби виразності, склад виконавців тощо). Академічні визначення самого терміна «жанр» можуть відрізнятися. 

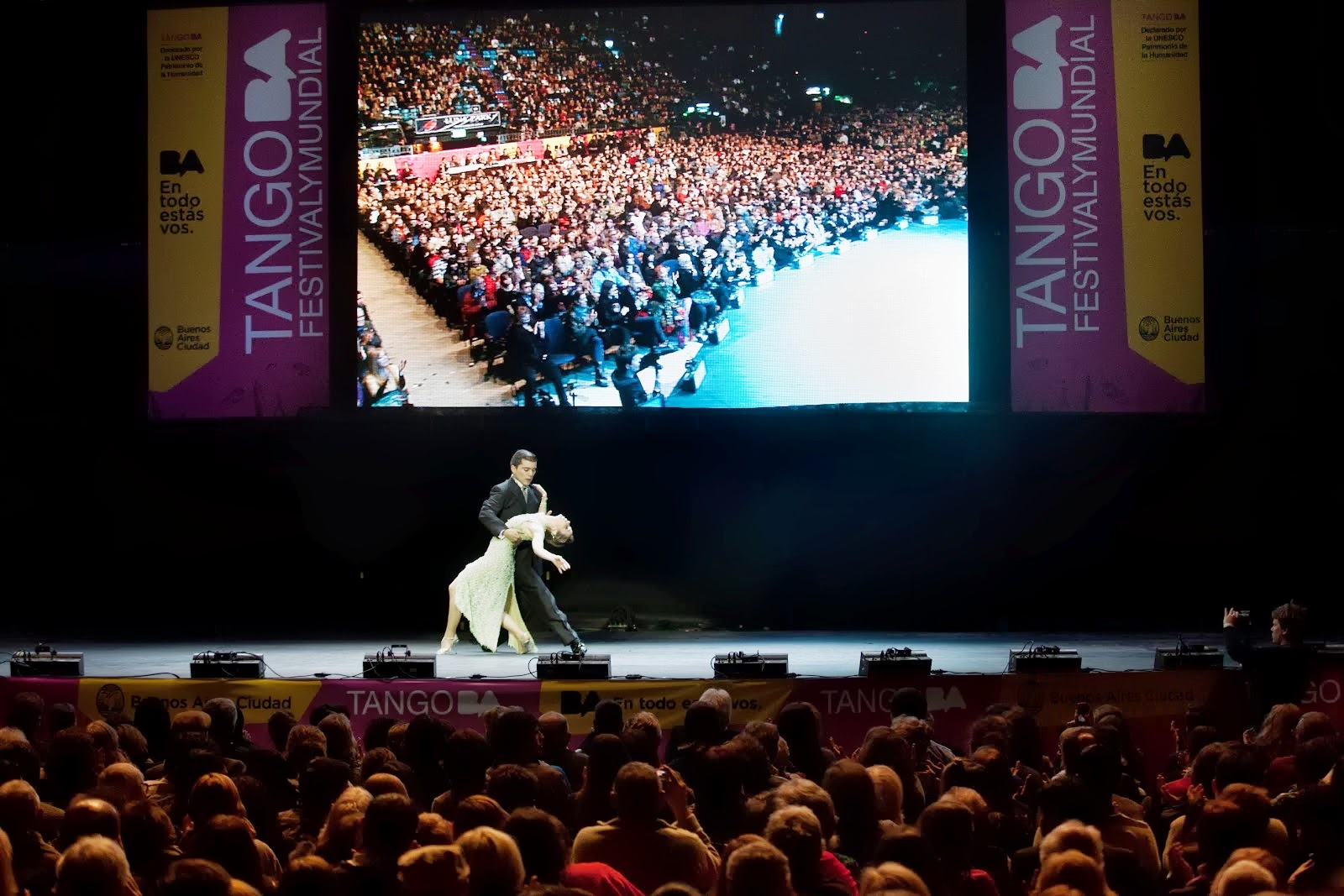
Жанр музики: танго

## Критерії категоризації
Категоризація музичних творів може виконуватись за різними критеріями спорідненості. Наприклад, це може бути призначення музичних творів (танцювальна музика, релігійна музика, музика до кінофільмів), або їх інструментування (вокальна музика, інструментальна музика, електронна музика), і тд. Серед жанрів, пов'язаних із вокальним мистецтвом, виділяють вокальні (пісня, романс і т. д.), вокально-інструментальні (кантата, ораторія, меса та ін.), музично-сценічні (опера, оперета, мюзикл). У вокальних жанрах велику роль відіграє поетичний або прозаїчний текст. Музичний жанр або піджанр також можна визначити музичними техніками, культурним контекстом, змістом і духом тем. Історично-складену різновидність музичних творів визначають їх походження призначеним складом виконавців, особливостями змісту і форми. 
В музичній науці утворилися різні системи класифікацій музичних жанрів. Існують жанри народні і професійні, вокальні й інструментальні, камерні і симфонічні і т.д. В ширшому аспекті категоризації виділяють оперний жанр, симфонічний жанр, камерний жанр і т.д.; при вужчих аспектах утворюють менші групи: велика опера, комічна опера, лірична опера, музична драма і т. д.; симфонія, камерна симфонія, сюїта; увертюра; симфонічна поема; соната, квартет і т.д.; арія, аріозо, каватина, романс, пісня і т. д. Склад виконавців і спосіб виконання визначають найпоширеніший поділ музичних жанрів на вокальний та інструментальний, які, своєю чергою, диференціюються за специфічнішими ознаками.

## Напрямки дослідження
Вивчення жанру ведуться по трьох основних напрямках: вивчення конкретних музичних жанрів; вивчення класифікації жанрів; вивчення сутності поняття жанру.
У XX столітті проблематику жанру досліджували: Г. Бесселер, В. Зейдль, Ю. Тюлін, О. Сохор, Л. Мазель, В. Цуккерман, А. Альшванґ, М. Арановський, В. Гошовський, Є. Назайкінський, О. Руч’євська, О. Царьова, Т. Чередниченко, О. Соколова, Н. Кашина, Т. Смирнова, М. Старчеус, Г. Дауноравічене, Л. Березовчук, О. Сокол, Л. Шаповалова, С. Шип, О. Зінькевич, В. Москаленко. 

Останнє з визначень, запропоноване українськими дослідниками формулюється так: 
|  | Певний відносно стійкий інтонаційний архетип (модель) музичного твору (тексту), що, формуючись у відповідності до вимог його художніх та позахудожніх детермінант (контексту), проявляє себе як система-даність (семантичний знак музичного мистецтва) та система-принцип (смислотворчий код музично-історичного процесу), при цьому, виступаючи засобом генетико-типологічної систематизації музичних творів, служить каналом інтегративно-типологічного зв'язку об'єктно-суб'єктної системи музичного мистецтва.. Поняття музичного жанру відображає основну проблему музикознавства і музичної естетики — взаємозв'язок між позамузичними факторами творчості з її суто музичними характеристиками. Музичний жанр є одним із найважливіших засобів художнього ототожнення (О. Коменда) |

.
Різні авторо пропонують власні системи класифікацій музичних жанрів. Музикознавець Т. В. Попова пропонує класифікувати жанри за умовами їх побутування і виконання. За цією класифікацією розрізняють жанри:
1. Народної музики (музичний фольклор)
2. Розважальної музики (в тому числі музика сучасної естради)
3. Камерної музики (що виконується камерними ансамблями)
4. Симфонічної музики (виконується великими оркестрами)
5. Хорової музики (виконується хоровими колективами)
6. Театральної музики (в тому числі опери, музики до спектаклів, кінофільмів тощо)

В. А. Цукерман пропонує класифікувати жанри за змістовними ознаками:
1. Ліричні жанри
2. Епічні жанри
3. Концертні
4. Картинні (програмна музика)

А. Н. Сохор пропонує класифікувати жанри за т. зв. «жанровим змістом» і «жанровим стилем» і виділяє такі групи
1. культові та обрядові
2. масово-побутові
3. концертні
4. театральні

## Функції жанрів
Музичний жанр може мати такі функції:
- Комунікативні, пов'язані з організацією художнього спілкування
- Семантичні, що визначають зміст художнього твору
- Тектонічні (структуротворчі), що визначають побудову твору

### Первинні та вторинні жанри
Окремі дослідники (напр. В. А. Цукерман) розрізняють  первинні жанри — що безпосередньо пов'язані з умовами їх побутування, та вторинні жанри — що сформувалися в умовах концертного виконавства.

## Музичні жанри та історичні форми побутування музики
Дослідники вважають, що з плином історії музичного мистецтва можна розрізнити три основні форми його побутування. Це — синкретична, естетична та віртуальна форми.
- Першу — синкретичну форму музикування визначає синхронізм творення, втілення та сприйняття музики. Це — найстаріша форма побутування музики. Музичний жанр виступає передусім як канон, що забезпечує відтворення відповідної певній традиції ситуації. Основною функцією жанру стає комунікативна функція

- Друга — естетична форма з'явилася з розвитком нотного запису. Музичний жанр стає естетичним феноменом. Музичні твори подаються слухачеві. Цій формі характерне злиття строгої організації з чуттєво повноцінною звуковою та інтонаційною формою. Основною функцією жанру стають семантичні функції.

- Третя — віртуальна форма (т. зв. шизофонія) виникла з появою та розвитком індустрії звукозапису, що призвела до розриву між виконанням та сприйняттям музики. Від попередніх форм побутування музики, шизофонічну форму відрізняє те, що музика може прослуховуватись слухачем практично в будь-якій ситуації. На зміну публіці приходять відокремлені слухачі. Основною функцією жанру стають структуротворчі функції, що часто призводить до плутанини понять жанру і стилю, особливо стосовно популярної музики. В багатьох випадках вдалішим терміном музикознавці вважають термін «музичний напрямок».